# Dysza przędzalnicza

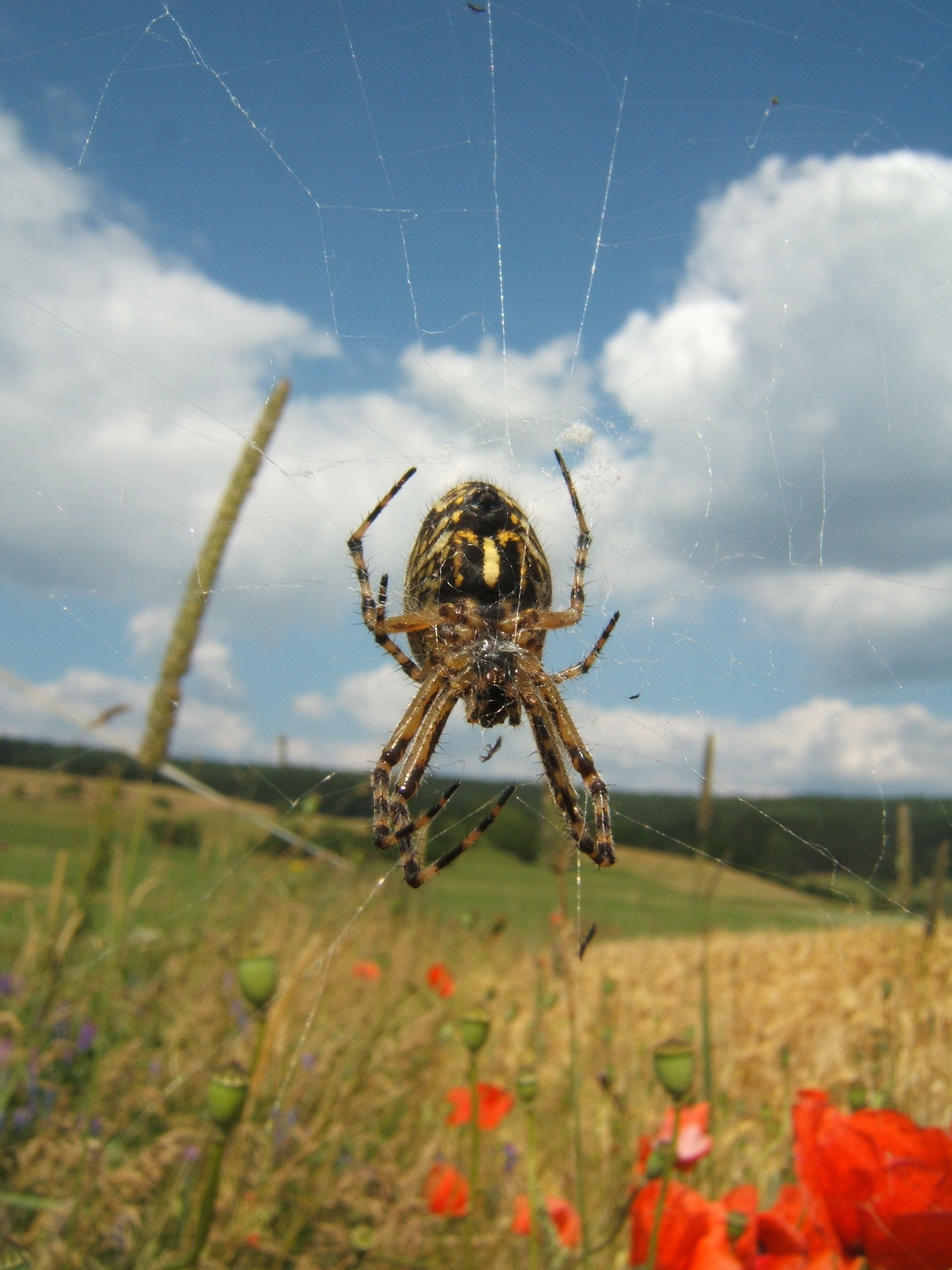
Przędzenie włókna w przyrodzie

Dysza przędzalnicza (filiera) – część urządzenia, stosowanego do formowania włókien sztucznych i syntetycznych, krążek lub kołpaczek z wieloma małymi otworkami, przez które płyn przędzalniczy jest wtłaczany do przestrzeni, w której powstaje włókno (np. do kąpieli przędzalniczej). Rozwiązania techniczne są wzorowane na przykładach przędzenia włókien naturalnych w przyrodzie,
W początkowym okresie rozwoju przemysłu włókien wiskozowych rolę filiery spełniały kapilarne rurki szklane, a następnie szklane kołpaczki z kapilarnymi otworami (wytwarzanymi przez wytrawienie kwasem wtapianych w szkło drucików). Pierwsze patenty na konstrukcję dyszy jednootworowej i wielootworowej otrzymali Swan (1893) i Strehlenert (1897).

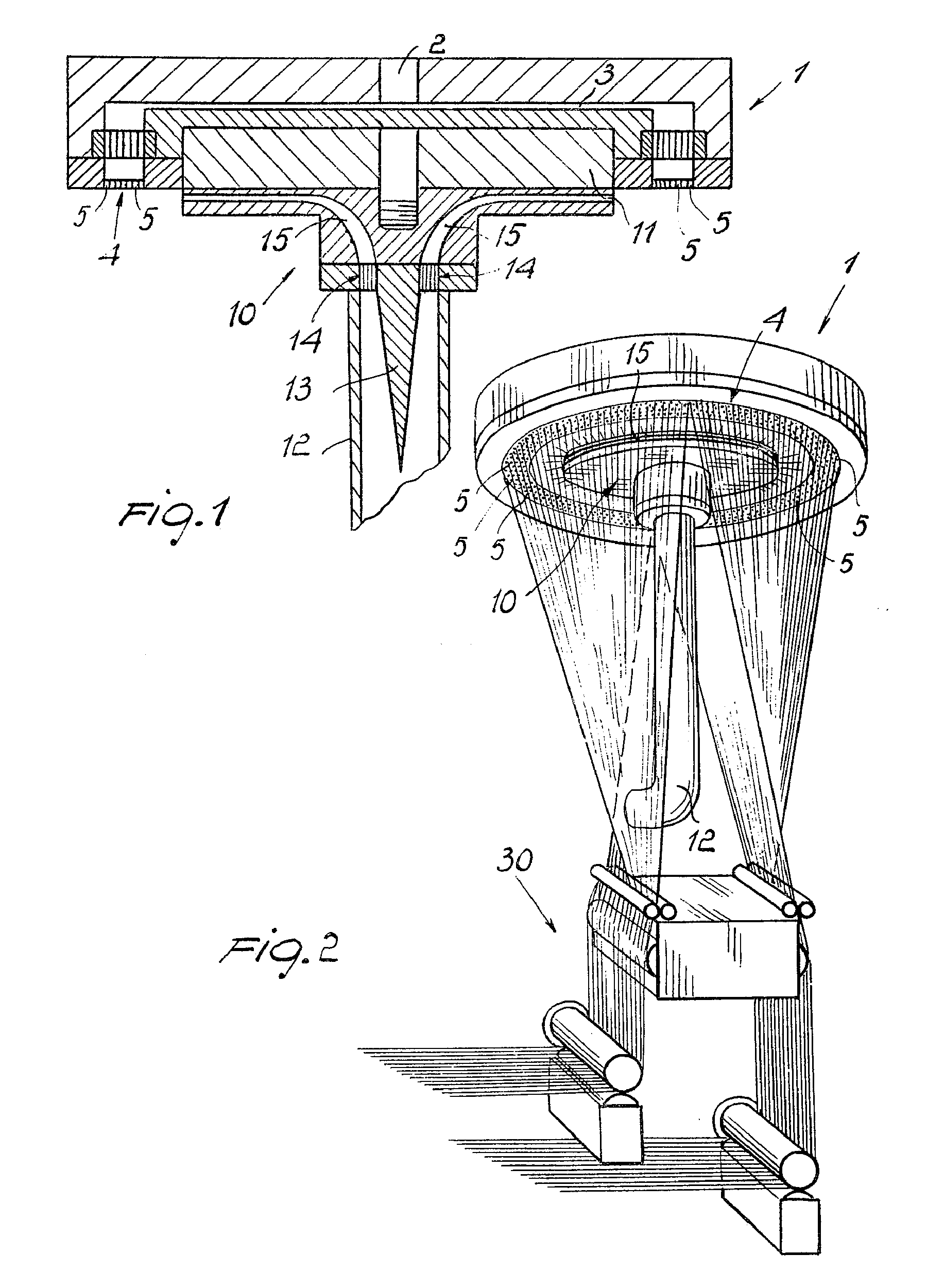
Konstrukcja dyszy przędzalniczej opatentowana we Włoszech
Patent IT 1090451 (B); Patent DE 29 20 676

W kolejnych latach opracowywano nowe konstrukcje dysz, wykonywanych z materiałów odpornych na korozję w bardzo agresywnym środowisku (dysza kontaktuje się z jednej strony z alkaliczną wiskozą, a z drugiej – z kąpielą kwaśną, nasyconą siarkowodorem). W 1903 roku do produkcji dysz zastosowano metale szlachetne, np. platynę, twardsze stopy platyny z irydem (5%) lub stopy złota z palladem (10%) lub platyną (10%) Stopy utwardzano po uformowaniu dysz i wywierceniu otworków. Stosowano metale nieszlachetne jako utwardzające dodatki stopowe oraz utwardzającą obróbkę cieplną. Wprowadzania dodatków utwardzających nie wymaga stop złota z platyną w ilości 30%. W celu zmniejszenia kruchości tego stopu stosowano domieszkę rodu, zwiększającego drobnoziarnistość metalu i umożliwiającego uzyskanie bardzo gładkiej powierzchni ścianek otworków. Po zastosowaniu tlenku tytanu do matowienia włókien wiskozowych okazało się konieczne zwiększenie zawartości platyny w stopie do 40%.
Kanaliki dysz do przędzenia wiskozy mają średnice 0,06–0,09 mm. Są one w części wlotowej lejkowate, a w wylotowej – cylindryczne. Brzegi otworków powinny być idealnie ostre.
Liczba otworków w jednej dyszy (kołpaczku) zależy od rodzaju produkowanego jedwabiu, np. do przędzenia jedwabiu odzieżowego stosuje się dysze o średnicy 12 mm i wysokości 10 mm, zawierające od 15 do 120 otworków (zależnie od rodzaju przędzy), a jedwab do produkcji kordu do opon samochodowych wytwarza się z użyciem dysz o 300–800 otworkach (w niektórych przypadkach są używane dysze o 15 tys. otworków lub więcej).
Materiały do wyrobu dysz są wciąż udoskonalane w celu obniżenia ich ceny i zwiększenia odporności na korozję, która powoduje pogorszenie jakości włókien (np. zmiany ich grubości). Zmieniana jest również konstrukcja dysz.
W przypadku innych polimerów o właściwościach przędzalniczych są stosowane inne rodzaje dysz, dostosowane do specyficznych warunków przędzenia. Przykładem jest rozwiązanie opracowane w Polsce w roku 1958 dla wysokocząsteczkowych polimerów liniowych.